# Anubis striatus
Anubis striatus là một loài bọ cánh cứng trong họ Cerambycidae.